# Čunovo
Čunovo (allemand : Sa(r)ndorf , hongrois : Dunacsún) est un quartier de la ville de Bratislava située dans la région de Bratislava, en Slovaquie.

## Histoire
Une des premières mentions de ce site date de 1232 alors que c'était un village nommé Chun.
La commune hongroise de Dunacsún est cédée par la Hongrie à la Tchécoslovaquie en 1947 au traité de paix de Paris afin de créer le port de Bratislava. Elle prend alors le nom de Čunovo.
Le 1er janvier 1972, Čunovo est rattachée à Bratislava.

## Démographie

### Évolution de la population
| Année:               | 1994. | 2004.    | 2014.    | 2024.    |
| -------------------- | ----- | -------- | -------- | -------- |
| Nombre de personnes: | 782   | 914      | 1248     | 1811     |
| Différence:          |       | +16,87 % | +36,54 % | +45,11 % |

| Année:               | 2023. | 2024.   |
| -------------------- | ----- | ------- |
| Nombre de personnes: | 1770  | 1811    |
| Différence:          |       | +2,31 % |

## Politique
| Nom                  | Parti politique        | date de l'élection | Fin du mandat |
| -------------------- | ---------------------- | ------------------ | ------------- |
| Gabriela Ferenčáková | Candidate indépendante | 02.12.2006         | Déc. 2010     |